# Bois-Francs
 (novembre 2022).
Si vous disposez d'ouvrages ou d'articles de référence ou si vous connaissez des sites web de qualité traitant du thème abordé ici, merci de compléter l'article en donnant les références utiles à sa vérifiabilité et en les liant à la section « Notes et références ».
Pour les articles homonymes, voir Bois-Franc.
Les Bois-Francs sont une région naturelle et historique du Québec.
Partie de la région administrative du Centre-du-Québec, elle couvre la municipalité régionale de comté d'Arthabaska et ses environs. Elle est reconnue pour sa diversité de reliefs et de cultures. Englobant les plaines du Saint-Laurent au nord et les Appalaches au sud, la région est peuplée d’une majorité de francophones bien que subsistent quelques groupes d’anglophones à l’extrême sud. En partie industrielle, en partie agricole, faite à la fois de rangs issus du régime français et de cantons britanniques, elle est d'une diversité étonnante[Pour qui ?].

## Origine

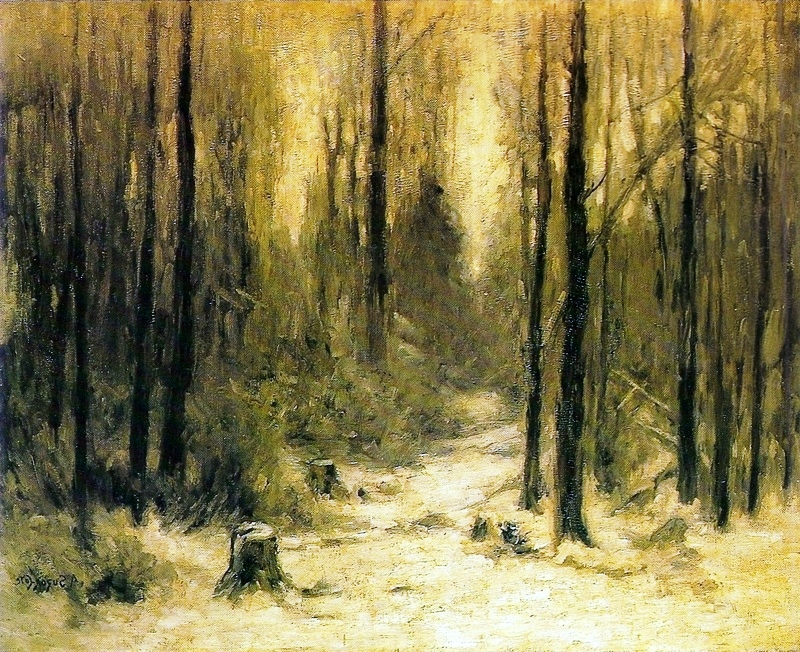
La Fin de l'hiver par Marc-Aurèle de Foy Suzor-Coté.

En 1763, la Nouvelle-France, avec ses 65 000 habitants, est cédée par les Français aux Britanniques par le traité de Paris. Dès lors, le gouvernement britannique décide de diviser les terres se trouvant au sud des seigneuries déjà présentes en cantons.
Dans les premières années du XIXe siècle, se produit une croissance phénoménale de la population. Selon le recensement de 1825, il y avait 479 288 habitants au Bas-Canada. Cette poussée démographique oblige les enfants à déménager dans une autre seigneurie sur une rive du Saint-Laurent, faute de place. Mais bien vite, comme elles sont occupées en totalité, et que l’idéologie agriculturiste s’oppose à l’exode rural, les agriculteurs doivent diviser leur terre pour que les enfants puissent s’y établir. En quelques générations seulement, les fermes sont à nouveau surpeuplées, vu le taux de natalité extraordinaire.
Cette condition, combinée avec l’augmentation des taxes et des réserves prélevées par les seigneurs, rend les rives inhabitables dans l’état. L’exode rural est important. Mais l’immigration massive d'ouvriers britanniques, venant s’établir dans les grands centres économiques du Québec (Montréal et Québec), et accaparant les dernières terres disponibles dans la vallée du Saint-Laurent, pousse les exclus des villes et des seigneuries à regarder les espaces non peuplés, situés juste au sud de ces seigneuries, avec l’idée de les coloniser. 
En effet, depuis 1792, il y a des territoires susceptibles de recevoir des colons. Mais les immigrants américains du XVIIe siècle arrivés auparavant avaient déjà pris possession de la plupart des terres, et les avaient divisées en cantons. Les Canadiens français, habitués au régime seigneurial, se méfient du système du franc et commun socage, des prix exorbitants des terres, etc. Quelques-uns tentent de s’y établir sans payer les droits, mais se retrouvent expulsés à titre de squatters. En 1825, un dénommé Charles Héon achète un lopin de terre dans le canton de Blandford (plus tard compris dans le canton d’Arthabaska) et s’y installe avec la ferme intention de coloniser, quels que soient les obstacles. D’autres l’imitent quelques années plus tard, attirés par les forêts luxuriantes couvertes de bois francs (merisier, érable, hêtre d'Amérique, noyer, etc.), la qualité et la fertilité des sols et la facilité du défrichement.

## Géographie, ressources naturelles, atouts et contraintes de la région

### Géographie et ressources naturelles
Au plan géographique, le Centre-du-Québec du XIXe siècle était très similaire à celui de nos jours. Le fleuve Saint-Laurent constituait la principale voie d'accès. Mais, gelé la majorité de l’année, il isolait les colons du monde extérieur pendant l’hiver. Les quelques affluents, c'est-à-dire les rivières Nicolet et Bulstrode, n’étant pas navigables à cause de leur profondeur insuffisante et des rapides, les colons ne purent que coloniser les terres donnant sur le fleuve. La rivière Saint-François n’entrait que quelques kilomètres dans la région, avant de devenir des rapides ou des hauts-fonds.
Dès le début du XVIIe siècle, les plaines fluviales étaient devenues des seigneuries. À environ trente kilomètres au sud du fleuve se trouve le début de la chaîne des Appalaches. Ces collines, couvertes de forêts de merisiers, de frênes et d’érables cachaient des terres arables, propices à l’agriculture et à l’industrie du bois. Bref, tout le Centre-du-Québec est tapissé de terres fertiles, sauf à l’extrême sud, où le relief devient trop accidenté pour y pratiquer l’agriculture. Le climat reste tout à fait semblable partout dans la région. Un été chaud, humide, parfait pour la culture et un hiver froid et sec, acceptable pour les chantiers de bois et les scieries. Il y a tout de même un hic : la neige. Contrairement aux treize colonies et à la Mère Patrie, une couche de neige s’abat chaque hiver sur la région, paralysant les transports.

### Atouts et contraintes de la région
Il est évident que l’attrait principal, dans les débuts de la colonisation, est la fertilité des sols. Ces terres sont la bougie d’allumage de l’explosion démographique de la région. Toutefois, leur superficie est limitée, ce qui a conduit tout droit à l’exode rural des années 1800 et, par la même occasion, à la colonisation des régions plus au sud des seigneuries. Mais pour avoir des terres cultivables, il faut d’abord et avant tout défricher. Et c’est là que les forêts entrent en jeu. Les colons pouvaient revendre leur bois pour financer leur colonisation ultérieure ou le transformer en potasse, le principal engrais à l’époque, en le brûlant et en le mélangeant à l’humus, et ainsi améliorer leur production céréalière. Cela créa une économie qui sera le moteur des Bois-Francs pendant de nombreuses années. Le seul problème est qu’il n’y a pas de rivières navigables dans les parages, et donc pas de moyen de transporter les « pitounes » jusqu’aux centres de transformation, ni les familles, les vivres et les matériaux de Montréal ou Québec vers les villages des Bois-Francs. L’industrie sylvicole en fut ralentie, pour ne pas dire paralysée.
Une autre contrainte est au niveau politique et linguistique. Les propriétaires des terres au sud des seigneuries sont des anglophones. Le système des cantons, les forts prix qu’ils demandaient pour leurs terres, l’absence de routes carrossables reliant les cantons aux seigneuries et le simple fait de se retrouver dans un territoire anglophone ont réussi à freiner l’ardeur des immigrants potentiels. 

## Chronologie et étapes de la colonisation

### Présentation de la population et de l’évolution démographique
Bien avant l’arrivée des Français, les Amérindiens Abénaquis, originaires du Vermont et du Maine, alliés des Français, étaient venus se réfugier dans la région, qu'ils nommaient Arthabaska ou Awabaska, en raison de ses savanes et marécages.
Puis, la surpopulation des seigneuries obligea les colons à regarder ces terres australes encore inhabitées. Ces Canadiens-Français, catholiques, provenant de villages sur les rives du St-Laurent tel Bécancour, Gentilly, Saint-Pierre-les-Becquets et Saint-Grégoire, commencent à défricher les cantons de Blandford (aujourd’hui compris dans le canton d’Arthabaska), de Stanfold (Princeville), d’Arthabaska et de Somerset (Plessisville). En 1839, il y a 1 189 personnes dans la région des Bois-Francs.  Douze ans plus tard, la population a plus que quadruplé. Puis en 1862, on y compte 14 642 âmes. À Arthabaskaville, de 1851 à 1859, la population a passé de 895 à 1 900 personnes. En 1900, il y avait environ 5 000 personnes dans cette ville.

### Les premiers villages
La construction du chemin provincial, même s’il était de piètre qualité, favorisa tout de même un peu l’arrivée de nouveaux colons. En 1851, soit près d’une décennie plus tard, Saint-Christophe-d'Arthabaska est élevée canoniquement au nom de paroisse. Elle compte alors 895 habitants. Quatre ans plus tard, le village, maintenant peuplé de plusieurs notables, se sépare de la campagne et devient le village d’Arthabaska, qui se dote d’institutions scolaires, de l’hôpital et d’un palais de justice. En  1861, un nouveau conseil municipal est formé sous la présidence de Louis Foisy, et le village de Victoriaville est formé. Mais d’autres villages se formaient aussi dans les cantons avoisinants. Dans le canton de Stanfold, érigé en 1807, est construit un village nommé Princeville, en 1856. En 1855, Saint-Calixte prend le nom de Plessisville, dans le canton de Somerset. Tous ces noms ont cependant pu être en usage avant leur enregistrement officiel.

### Les grandes institutions
En 1872, quatre Frères du Sacré-Cœur venus de France s’installent à Arthabaska. C'était leur premier Collège  au Canada. L’année suivante, ils font construire le bâtiment pour accueillir plus d'élèves; les travaux durent près de deux ans. Comme la religion prenait une place importante dans la vie des colons, ce fut très apprécié. Une dizaine d’années plus tard, soit en 1887, ils fondent un collège de commerce pour garçons à Victoriaville. En 1898, ils ouvrent leur deuxième établissement scolaire, l'Académie Saint-Louis-de-Gonzague. Les Frères du Sacré-Cœur ont été des personnages importants pour le développement du côté culturel et religieux des Bois-Francs. Mais ils ne sont pas seuls à œuvrer pour le bien de la communauté.
Dès 1878, les Sœurs de la Congrégation de Notre-Dame s’établissaient à Ste-Victoire. Elles entreprendront la construction d'un couvent dans la paroisse Sainte-Victoire, avec une école de jeunes filles. Mais auparavant les religieuses de la Congrégation Notre-Dame s'installèrent à Arthabaska le 21 août 1870 à la suite d'une demande de Monsieur le Mgr Suzor qui était curé à paroisse de St-Christophe d'Arthabaska.
Deux ans plus tard, un autre établissement, l'Hôtel-Dieu, est fondé à Arthabaska par les Religieuses Hospitalières de St-Joseph de Montréal. En plus de soigner les malades l'hôpital servira aussi d'un hospice jusqu’en 1942. Par la suite il deviendra l’hôpital Hôtel-Dieu D'Arthabaska. Ce centre hospitalier fut le troisième établissement des RHSJ après Montréal et Québec Bref, les services sociaux se développent assez rapidement dans les Bois-Francs, en majorité avec grâce à des groupes religieux.

## Bases économiques

### Les infrastructures de transport
Avant 1844, il n’y a aucune installation de transport permanente. Les colons suivent les pistes de chasse des Amérindiens. Le premier pas en avant pour la colonisation des Bois-Francs est effectué en 1844 avec la construction du chemin provincial. Celui-ci consistait en une route plus ou moins délabrée, praticable seulement quelques semaines par an. Cela aida néanmoins plusieurs colons à venir s’installer dans la région et permit à l’économie agricole et forestière de se développer considérablement. Mais c’est en 1854 que le destin de la région fut changé, avec la venue du chemin de fer de la compagnie du Grand Tronc entre Richmond et Charny, vers Québec, Montréal et la Nouvelle-Angleterre.Le train arriva à Arthabaskaville.
L’industrie du bois explose alors. Les bûcherons peuvent exporter leur bois douze mois par an, les agriculteurs peuvent vendre un surplus sur les grands marchés québécois. Après 1861, on assiste alors à la naissance du village de Victoriaville, mais on assista aussi à l’exode rural vers les États-Unis. Cette industrialisation amena de nombreux ouvriers vers Arthabaska, Victoriaville, Warwick qui ne trouvaient pas de travail à Montréal et à Québec à cause de l’exode rural vers ces villes.

### Les activités agricoles et forestières
Avec l’arrivée du chemin de fer, les Bois-Francs connurent un essor phénoménal. À partir de 1857 et ce jusqu’en 1899, Arthabaskaville (1851), Victoriaville (1861) et les environs eurent comme activités économiques principales l’agriculture et la sylviculture. Comme 90 % de la population était rurale, la culture des céréales, l’élevage pour la viande, et, de plus en plus, l’élevage laitier étaient des activités courantes dans la région des Bois-Francs. En rapport avec ces activités, on vit apparaître dans la région des fromageries, des beurreries, des boulangeries, etc. Chacun cultivait son lopin de terre et tentait de subvenir à ses besoins, tout en faisant un profit par la vente. L’autre activité, qui prenait de plus en plus de place, était la coupe du bois. Grâce à Archibald Campbell, on a pu construire un moulin à scie à Arthabaska aujourd'hui Victoriaville. Comme la majorité des terres étaient recouvertes d’une forêt d’une qualité inégalée, bien des agriculteurs, l’hiver venu se lançaient à l’assaut des chantiers de coupe de bois, ce qui, vraisemblablement, donna un coup de fouet à l’économie non seulement des Bois-Francs, mais à l’économie provinciale tout entière.

### Les activités industrielles
La principale activité industrielle de l’époque était bien sûr la transformation du bois dans les moulins à scie. Le bois, coupé par les agriculteurs et les bûcherons, était acheminé aux scieries, coupé en planches, puis acheminé par train vers les grands centres qu’étaient Montréal et Québec, et par la suite, vers le Royaume-Uni. Mais, au fil des années, plusieurs industries connexes à la coupe du bois vinrent s’installer dans la région, et surtout à Victoriaville et Arthabaska. Par exemple, la compagnie Victoriaville Furniture Co., fabricants de portes et châssis en bois, s’installa non loin du moulin. Ces nouvelles entreprises attirèrent des migrants, d'où un boom domiciliaire et, par la même occasion, un agrandissement de la ville par un quartier résidentiel. Les maisons construites étant en bois, les besoins pour cette matière devinrent très importants. Cela renforça encore une fois l’économie des Bois-Francs. L’industrie de la potasse, avec ces nouveaux besoins en vivres, continua à se développer elle aussi. De plus, d’autres manufactures, attirées par l’agrandissement de la ville, vinrent s’y installer. Ce fut le cas du cuir, très en demande par les fermiers et les industriels, et, plus tard, du textile. Aujourd'hui il n'y a plus de grande usine de meuble dans la région des Bois-Francs.
En résumé, c’est la surpopulation des seigneuries de la vallée du St-Laurent qui força les colons à venir s’établir dans les Bois-Francs, attirés par les terres fertiles et par les forêts riches en bois de bonne qualité. Puis, l’arrivée du chemin de fer permit premièrement la rapide colonisation de la région, la formation de villages et, par la suite, le développement d’une industrie florissante, la sylviculture, qui donna à Victoriaville et Arthabaska sa taille actuelle.

## Sources

### Sites Internet
- Carolle Plamondon, «Arthabaska Victoriaville – Les débuts», Société d’histoire et de généalogie de Victoriaville (en ligne), Site consulté le 14 septembre 2007
- Jean-Louis Lessard, «Idéologie de conservation», Les idéologies (en ligne)  Site consulté le 18 septembre 2007
- S.A., «Historique de Princeville», Ville de Princeville (en ligne)  Page consultée le 19 septembre 2007
- S.A., «Histoire», Ville de Plessisville  (en ligne) Page consultée le 19 septembre 2007
- S.A., «Victoriaville» La mémoire du Québec (en ligne)  Page consultée le 25 septembre 2007
- La fondation Historica du Québec, «Résultat du recensement», L’Encyclopédie canadienne (en ligne), page consultée le 17 septembre 2007